# Liriomyza schmidti
Liriomyza schmidti este o specie de muște din genul Liriomyza, familia Agromyzidae, descrisă de Aldrich în anul 1929. Conform Catalogue of Life specia Liriomyza schmidti nu are subspecii cunoscute.